# Regio (tren)

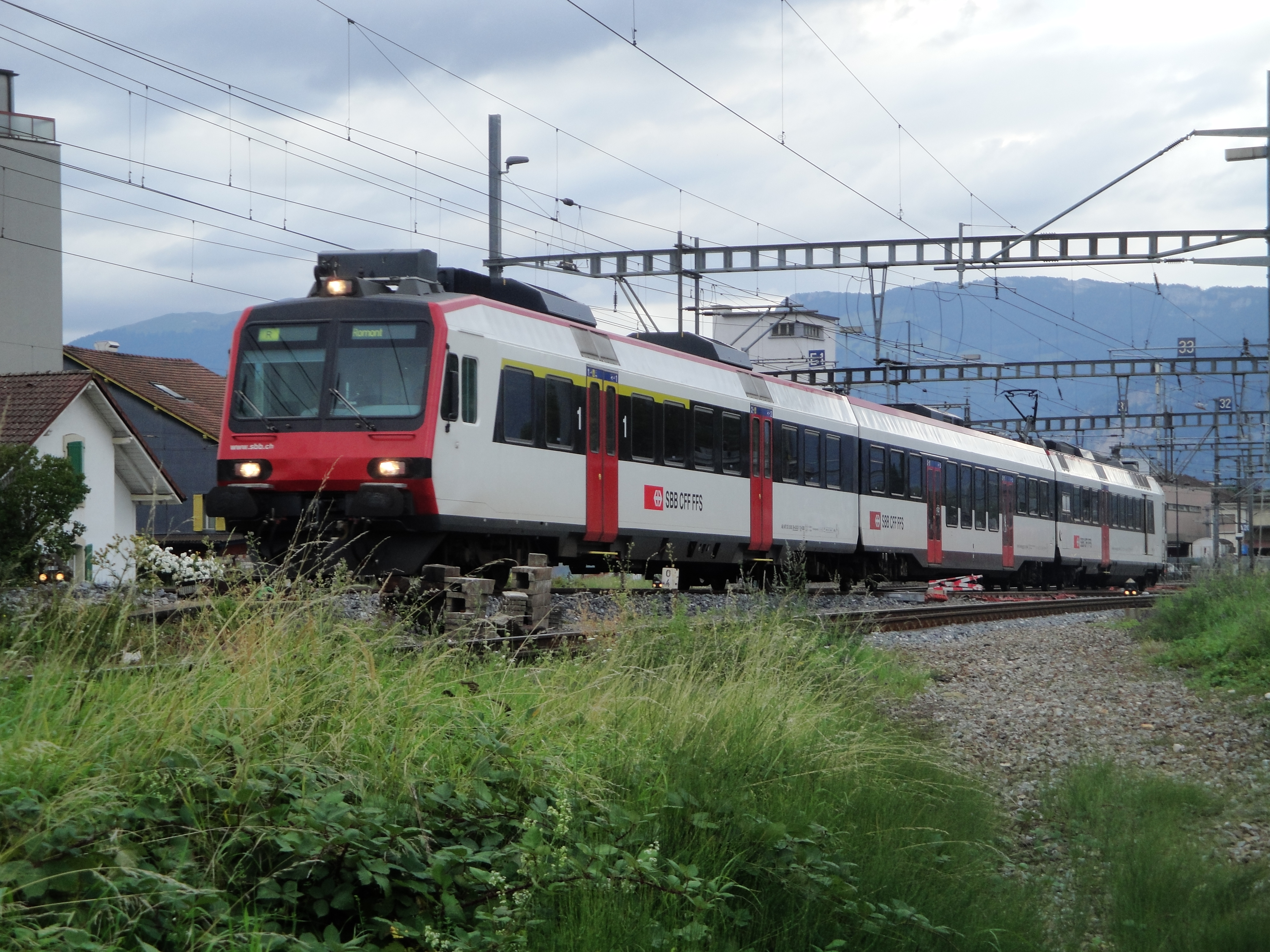
Servicio Regio Friburgo - Romont

Regio es la marca que utiliza la empresa SBB CFF FFS para sus servicios ferroviarios regionales de Suiza. El término Regio es la abreviatura de Regionalbahn (tren regional en idioma alemán). 
Por lo general efectúan parada en todas las estaciones a lo largo del trayecto que realizan. Cuentan con asientos de 2ª clase, y en algunos recorridos también existe la posibilidad de acomodarse en asientos de 1ª clase.
Prestan servicio a los pueblos y comunas más pequeños, que los comunican con las ciudades o con estaciones donde tengan la posibilidad de enlazar con trenes de larga distancia. Tienen un horario cadenciado, existiendo en la mayoría de corredores en los que operan un tren Regio cada hora. 